# Zoran Bihać
Zoran Bihać (* 26. Dezember 1965 in Ludwigsburg) ist ein deutscher Musikvideo- und Werbespotregisseur serbischer Abstammung.

## Leben
Zoran Bihać hat an der Akademie der Bildenden Künste in Stuttgart sowie an der Filmakademie Baden-Württemberg in Ludwigsburg studiert. 1996 gründete er seine Produktionsfirma Flaming Star und hatte mit Videoproduktionen unter anderem für Jam & Spoon, E-Rotic und Schweisser erste Aufträge für die Musikindustrie. Seither hat er mit vielen bekannten deutschen Bands wiederholt zusammengearbeitet, darunter Stephan Weidner, Die Fantastischen Vier, Turntablerocker, Rammstein, Beatsteaks, Freundeskreis, Tokio Hotel und WestBam. Er hat zudem mit zahlreichen internationalen Künstlern gedreht, etwa The Pharcyde, ModernDog, Sophia Kennedy oder Lindemann.
Er ist auch im Bereich der Werbung tätig und hat zahlreiche Spots für Unternehmen wie IKEA, Toyota, Nike, Volvo, San Miguel, Coca-Cola, Hornbach, Movistar, Mediamarkt, bet-at-home.com, Jim Beam oder Vodafone gedreht.
Zoran Bihać doziert an der Filmakademie Baden-Württemberg in Ludwigsburg und an der UdK Berlin. Er war in der Berlin Music Video Awards 2014 Jury.

## Filmografie (Auswahl)
- Freundeskreis – A-N-N-A (1997)
- Die Fantastischen Vier – MfG – Mit freundlichen Grüßen (1999)
- Rammstein – Links 2 3 4 (2001)
- International Pony – Leaving Home (2002)
- Beatsteaks – Hello Joe (2004)
- Rammstein – Mein Teil (2004)
- Rammstein – Rosenrot  (2005)
- Nena – Willst du mit mir gehn (2005)
- Tokio Hotel – Schrei / Scream (2005)
- International Pony – Gothic Girl (2006/07)
- Die Fantastischen Vier – Ernten was wir säen (2007)
- Beatsteaks – Demons Galore (2007)
- Die Fantastischen Vier – Gebt uns ruhig die Schuld (den Rest könnt ihr behalten) (2010)
- K.I.Z – Fremdgehen (2011)
- Rammstein – Mein Herz brennt (2012)
- Rammstein – Mein Herz brennt (Piano Version) (2012)
- Sportfreunde Stiller – Es muss was wunderbares sein (2013)
- Emigrate – Eat You Alive (2014)
- Tüsn – Zwang (2015)
- Lindemann – Praise Abort (2015)
- Lindemann – Fish On (2015)
- Herbert Grönemeyer – Fang mich an (2015)
- Sabaton – Primo Victoria (2017, für World of Tanks)
- Lindemann – Mathematik feat. Haftbefehl (2018)
- Seeed – Ticket (2019)
- Seeed – Lass Sie Gehn (2019)
- Lindemann – Steh auf (2019)
- Lindemann – Knebel (2019)
- Lindemann – Ach so gern (2019)
- Lindemann – Till the End (2020)
- Zaz feat. Till Lindemann – Le jardin des larmes (2021)
- Lindemann – Übers Meer (2024)